# Brachycarpus biunguiculatus
Brachycarpus biunguiculatus är en kräftdjursart som först beskrevs av Lucas 1846.  Brachycarpus biunguiculatus ingår i släktet Brachycarpus och familjen Palaemonidae. Inga underarter finns listade i Catalogue of Life.